# ASOBAL
ASOBAL est un acronyme de ASOciación de clubes españoles de BALonmano, l'association des clubs espagnols de handball, association à but non lucratif fondée en 1984.
Par délégation de la Fédération royale espagnole de handball, l'ASOBAL est responsable de l'organisation des compétitions de handball masculines professionnelles : 
- Championnat d'Espagne (Liga ASOBAL) depuis 1990
- Supercoupe d'Espagne entre 1985 et 2021,
- Coupe ASOBAL entre 1990 et 2023,
- Coupe du Roi depuis 1990.

## Membres
Les 13 membres fondateurs en 1984 sont :
- BM Granollers
- Maristas Málaga (de)
- Elgorriaga Bidasoa
- Teka Cantabria
- CB Tecnisán
- SD Teucro Pontevedra
- FC Barcelone
- CD Beti Onak (es)
- Club Atlético de Madrid
- CB Naranco Oviedo (es)
- CD Cajamadrid (es)
- CB 3 de mayo Tenerife (es)
- Michelín Valladolid

## Temple de la renommée
En 2024, l'ASOBAL a mis en place un temple de la renommée (en anglais : Hall of fame), complété en 2025 :
- Demi-centres
  - Talant Dujshebaev (2024)
  - Enric Masip (2024)
  - Cecilio Alonso (2024)
- Arrières
  - Alberto Entrerríos (2025) 
  - Veselin Vujović (2025)
- Ailiers
  - Juanín García (2024)
- Gardiens de but
  - José Javier Hombrados (2024)
  - Lorenzo Rico (2025)
- Entraîneurs et dirigeants
  - Juan de Dios Román (2024)
  - Valero Rivera (2025)
- Arbitres
  - Ramón Gallego (2024)
  - Cristina Fernández Piñeiro (2025)